# Mont Yataka
 (décembre 2022).
Si vous disposez d'ouvrages ou d'articles de référence ou si vous connaissez des sites web de qualité traitant du thème abordé ici, merci de compléter l'article en donnant les références utiles à sa vérifiabilité et en les liant à la section « Notes et références ».
 (décembre 2022).
Le mont Yataka est un sommet situé à Takayama, Kawakami-cho, ville de Takahashi, préfecture d'Okayama, au Japon. Son altitude est établie à 653 mètres.

## Toponymie
À l'origine, son nom aurait été Iyatakai-yama. Il aurait également été appelé Iinoyama.

## Géographie
Le mont Yatakaya est situé à l'ouest du plateau de Kibi.

## Activités
On y trouve un camping et une promenade menant jusqu'au sommet, lequel permet d'observer les paysages environnants : le mont Daisen au nord, les complexes industriels de Mizushima et Fukuyama, les îles de la Mer intérieur de Seto et les chaînes de montagnes du Shikoku au sud. La vue ainsi que les très nombreux rhododendrons attirent les touristes.